# Simon White

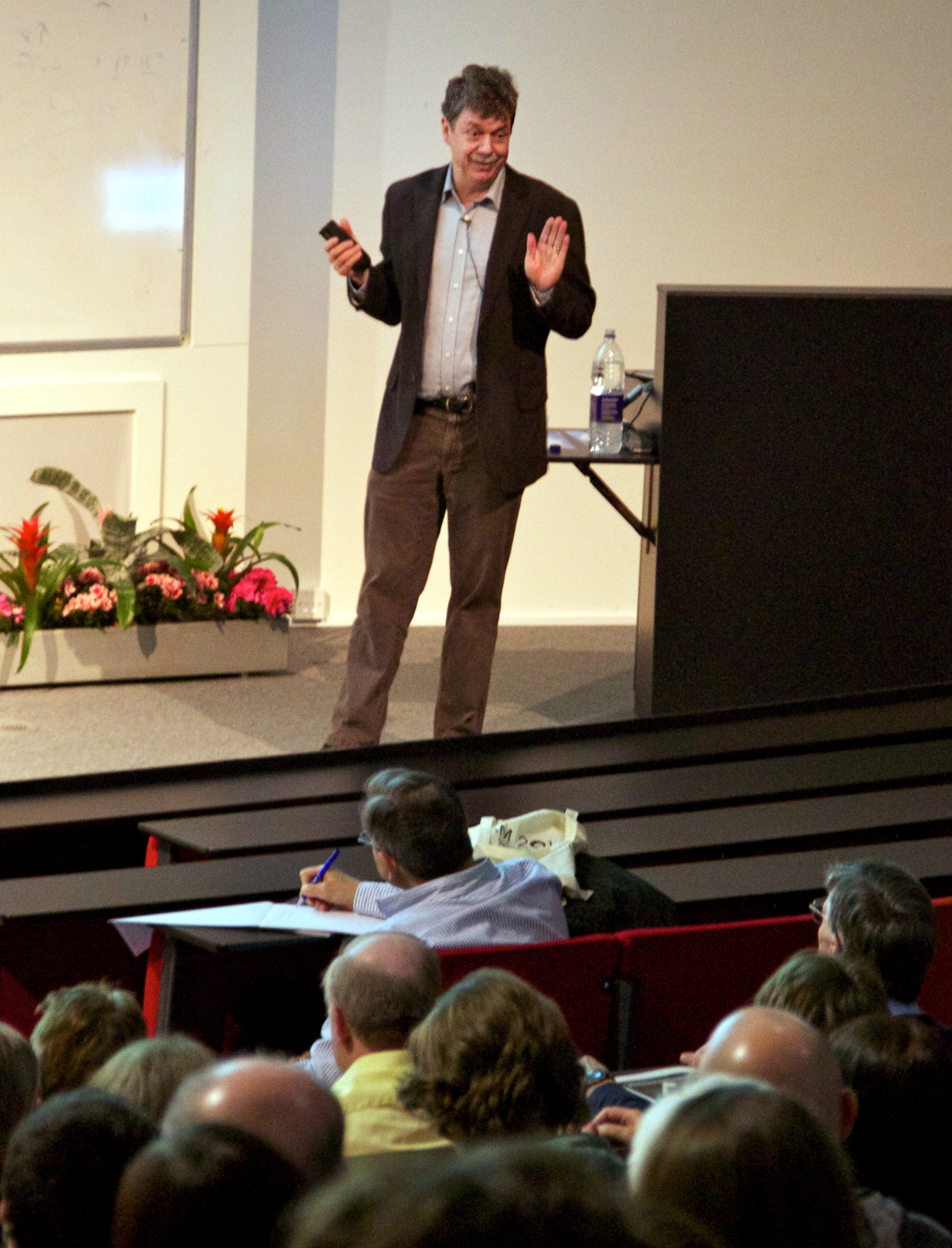
Simon White (2012)

Simon David Manton White (* 30. September 1951 in Ashford/Kent) ist ein britischer Astrophysiker und Emeritus Director und Wissenschaftliches Mitglied am Max-Planck-Institut für Astrophysik.

## Leben
White studierte am Jesus College an der Universität Cambridge Mathematik (B.A. 1972) und Astronomie an der Universität Toronto (M.Sc. 1974), 1977 promovierte er bei Donald Lynden-Bell an der Universität Cambridge mit einem Thema zur großräumigen Verteilung von Galaxien im Universum (The Clustering of Galaxies). Nach einigen Jahren an der University of California, Berkeley und dem Steward-Observatorium der University of Arizona wurde er 1994 zum Wissenschaftlichen Mitglied der Max-Planck-Gesellschaft und als Direktor an das Max-Planck-Institut für Astrophysik in Garching berufen. Seit seiner Pensionierung 2019 ist er dort Emeritus Director. White ist seit 1992 Forschungsprofessor an der University of Arizona, seit 1994 Gastprofessor an der University of Durham, seit 1995 Honorarprofessor an der Ludwig-Maximilians-Universität in München, seit 1999 Honorarprofessor am Astronomischen Observatorium in Schanghai und seit 2001 Honorarprofessor am Astronomischen Observatorium in Peking. Seit 2019 ist er am Max-Planck-Institut für Astrophysik emeritiert. 
White wohnt seit 1994 mit seiner Frau, der Astrophysikerin Guinevere Kauffmann, und ihrem Sohn in München.

## Wirken
White beschäftigt sich vor allem mit der Strukturbildung im Universum, seine Arbeiten lieferten einen wesentlichen Beitrag zur Entwicklung des gegenwärtigen Standardmodells des Universums, dem „Modell der kalten dunklen Materie mit kosmologischer Konstante“ (ΛCDM). Bereits in seiner Promotion untersuchte er die Auswirkungen Dunkler Materie auf die Strukturbildung und 1978 schlug zusammen mit Martin Rees ein Modell vor, das erstmals den wesentlichen Einfluss der Dunklen Materie auf die Bildung von Galaxien berücksichtigte.
Später entwickelte er Computermodelle zur numerischen Berechnung, die einen direkten Vergleich mit den astronomischen Beobachtungen ermöglichten – sein jüngstes Projekt war die Millennium-Simulation, die die Entstehung von Millionen von Galaxien signifikanter Größe in einem würfelförmigen Raumbereich von mehr als 2 Milliarden Lichtjahren Kantenlänge verfolgte. Weitere vielzitierte Arbeiten Whites umfassen die Gebiete der Stellardynamik, der Detailstruktur naher Galaxien, die Entstehung von Galaxien, der Struktur deren dunklen Halos, des Gravitationslinseneffektes, der Röntgenbeobachtungen von Galaxienhaufen sowie der Untersuchung des kosmischen Mikrowellenhintergrunds.
White gilt derzeit als einer der meistzitierten und bedeutendsten Astrophysiker weltweit. Seine über 500 Veröffentlichungen erreichen einen h-Index von 201 (Stand: Ende 2024 laut Google Scholar). Seit 2020 zählt ihn der Medienkonzern Clarivate zu den Favoriten auf einen Nobelpreis (Clarivate Citation Laureates).

## Ehrungen und Auszeichnungen
White ist seit 1997 Fellow der Royal Society, seit 2005 Mitglied der Deutschen Akademie der Naturforscher Leopoldina, seit 2007 Foreign Associate der US National Academy of Sciences, seit 2009 ordentliches Mitglied der Academia Europaea und seit 2015 auswärtiges Mitglied der Chinesischen Akademie der Wissenschaften.
- 1986: Helen-B.-Warner-Preis der American Astronomical Society
- 1996: Grubb Parson Lecturer an der University of Durham
- 1998: George Darwin Lecturer der Royal Astronomical Society
- 1999: Lansdowne Lecturer an der University of Victoria (Kanada)
- 2000: Max-Planck-Forschungspreis
- 2005: Blaauw Lecturer an der Universität Groningen
- 2005: Dannie-Heineman-Preis für Astrophysik der AIP/AAS
- 2006: Goldmedaille der Royal Astronomical Society,
- 2007: Ehrendoktorwürde (D.Sc.) der University of Durham, UK,
- 2008: Dirk Brouwer Prize des Dynamical Division der American Astronomical Society
- 2008: European Latsis Prize 2008: Astrophysics
- 2010: Max-Born-Preis der Deutschen Physikalischen Gesellschaft
- 2010: Ehrenbürger der Stadt Padova
- 2011: Gruber-Preis für Kosmologie
- 2017: Shaw Prize für Astronomie
- 2020: Clarivate Citation Laureates

## Schriften
- mit Martin Rees: Core condensation in heavy halos: A Two stage theory for galaxy formation and clusters, Monthly Notices Roy. Astron. Soc., Band 183, 1978, S. 341–358
- mit Darren J. Croton, Volker Springel, Carlos S. Frenk, G. De Lucia, L. Gao, A. Jenkins, G. Kauffmann, J.F. Navarro, N. Yoshida: The Many lives of AGN: Cooling flows, black holes and the luminosities and colours of galaxies,  Mon.Not.Roy.Astron.Soc., Band 365, 2006, S. 11–28, Erratum: Mon.Not.Roy.Astron.Soc., Band 367, 2006, S. 864
- mit Marc Davis, George Efstathiou, Carlos S. Frenk: The Evolution of Large Scale Structure in a Universe Dominated by Cold Dark Matter, Astrophys. J., Band 292. 1985,  371–394
- mit G. Efstathiou, M. Davis, C. S. Frenk: Numerical techniques for large cosmological N-body simulations. In: The Astrophysical Journal Supplement Series. Band 57, 1. Februar 1985, S. 241–260, doi:10.1086/191003.
- mit M. Davis, G. Efstathiou, C. S. Frenk: The evolution of large-scale structure in a universe dominated by cold dark matter. In: The Astrophysical Journal. Band 292, 1. Mai 1985, S. 371–394
- mit Julio Navarro, Carlos S. Frenk: A Universal density profile from hierarchical clustering Astroph. J., Band 490, 1997, S. 493–508